# Hirasea profundispira
Hirasea profundispira é uma espécie de gastrópode, da família Endodontidae.
É endémica do Japão.